# Robert J. Wilke
Robert J. Wilke (Cincinnati, Ohio, 18 de mayo de 1914 - Los Ángeles, 28 de marzo de 1989) fue un actor estadounidense.

## Biografía
Comenzó su carrera con un papel menor en la película de 1939 San Francisco, dirigida por W. S. Van Dyke y con la actuación de Clark Gable. Wilke es recordado por el clásico High Noon, en el que interpreta al forajido Jim Pierce. Wilke participó en decenas de películas y series de televisión. Algunas son 20,000 Leagues Under the Sea (1954), Wichita (1955), Night Passage (1957) y The Hallelujah Trail (1965) en cine, Gunsmoke, Cimarron Strip, El Zorro, como el capitán Mendoza, Tarzán, The Wild Wild West, Daniel Boone, Bonanza, Kung Fu y muchas más series para la televisión. Fue uno de los actores de reparto más habituales del western para el cine y la televisión de Hollywood.

## Filmografía
- 1936: San Francisco
- 1937: San Quentin
- 1940: Adventures of Red Ryder
- 1944: Captain America
- 1944: The San Antonio Kid
- 1945: The Topeka Terror
- 1945: Sheriff of Cimarron
- 1946: The Phantom Rider
- 1947: Law of the Canyon
- 1948: Desperadoes of Dodge City
- 1950: Across the Badlands
- 1951: Vengeance Valley
- 1952: Carbine Williams
- 1952: High Noon
- 1952: The Maverick
- 1953: Cow Country
- 1953: Arrowhead
- 1953: From Here to Eternity
- 1954: Two Guns and a Badge
- 1955: ¡Tarántula!
- 1955: 20,000 Leagues Under the Sea
- 1955: Wichita
- 1956: The Lone Ranger
- 1957: Night Passage
- 1958: Return to Warbow
- 1958: Man of the West
- 1960: Spartacus
- 1960: The Magnificent Seven
- 1961: Blueprint for Robbery
- 1963: The Gun Hawk
- 1964: Shock Treatment
- 1964: Fate Is the Hunter
- 1965: The Hallelujah Trail
- 1966: Smoky
- 1967: El magnífico extranjero
- 1967: Tony Rome
- 1970: The Cheyenne Social Club
- 1971: A Gunfight
- 1971: The Resurrection of Zachary Wheeler
- 1973: The Boy Who Cried Werewolf
- 1973: Santee
- 1978: Days of Heaven
- 1979: The Sweet Creek County War
- 1981: The Texas Rangers
- 1981: Stripes